# 1907 a filmművészetben

## Események
- Megalapul a Kalem Company New Yorkban Frank J. Marion, Samuel Long és George Kleine közreműködésében. Ők készítették az első Ben Hur-filmet, amit Sidney Olcott rendezett.
- január 6. – Düsseldorfban megjelenik a Der Kinematograph című, a „vetítés művészetének” szentelt szakmai hetilap.
- március 16. – Karl Fischer vállalkozó megnyitja Zürich első filmszínházát.
- Babits Mihály forgatókönyvszerűen felépített verset ír a moziról Mozgófénykép címen.
- július 1. – A Pathé Fréres áttér a filmkópiák kölcsönzésére.

## Filmbemutatók
- Kísértet a szállodában, rendezte: James Stuart Blackton
- Ben Hur, rendezte: Sidney Olcott
- 20000 mérföld a tenger alatt Georges Méliès

## Születések
| Hónap      | Nap | Név                   | Szakma                                     | Meghalt |
| Január     | 3   | Ray Milland           | színész                                    | 1986    |
| Január     | 16  | Alexander Knox        | színész                                    | 1995    |
| Január     | 20  | Paula Wessley         | színésznő, producer                        | 2000    |
| Január     | 22  | Mary Dresselhuys      | színésznő                                  | 2004    |
| Február    | 13  | Rajz János            | színész                                    | 1981    |
| Február    | 15  | Cesar Romero          | színész                                    | 1994    |
| Február    | 22  | Robert Young          | színész                                    | 1998    |
| Március    | 11  | Jessie Matthews       | színésznő, énekes                          | 1981    |
| Március    | 19  | Kent Smith            | színész                                    | 1985    |
| Március    | 22  | Roger Blin            | színész, rendező                           | 1984    |
| Április    | 2   | Pártos Erzsi          | színésznő                                  | 2000    |
| Április    | 3   | Iron Eyes Cody        | színész                                    | 1999    |
| Április    | 18  | Rózsa Miklós          | zeneszerző                                 | 1995    |
| Április    | 19  | Lina Basquette        | színésznő                                  | 1994    |
| Április    | 24  | Gabriel Figueroa      | operatőr                                   | 1997    |
| Április    | 25  | Kirsten Heiberg       | színésznő                                  | 1976    |
| Április    | 29  | Fred Zinnemann        | rendező                                    | 1997    |
| Május      | 12  | Katharine Hepburn     | színésznő                                  | 2003    |
| Május      | 21  | Jászai Jolán          | színésznő                                  | 2008    |
| Május      | 22  | Laurence Olivier      | színész                                    | 1989    |
| Május      | 26  | John Wayne            | színész                                    | 1979    |
| Június     | 4   | Rosalind Russell      | színésznő                                  | 1976    |
| Június     | 16  | Jack Albertson        | színész                                    | 1981    |
| Június     | 24  | Martha Sleeper        | színésznő                                  | 1987    |
| Július     | 14  | Olive Borden          | színésznő                                  | 1947    |
| Július     | 14  | Annabella             | színésznő                                  | 1996    |
| Július     | 16  | Barbara Stanwyck      | színésznő                                  | 1990    |
| Július     | 19  | Isabel Jewell         | színésznő                                  | 1972    |
| Július     | 27  | Ross Alexander        | színész                                    | 1937    |
| Július     | 27  | Sárdy János           | színész                                    | 1969    |
| Augusztus  | 3   | Adrienne Ames         | színésznő                                  | 1947    |
| Augusztus  | 13  | Tamara Makarova       | színésznő                                  | 1997    |
| Szeptember | 15  | Fay Wray              | színésznő                                  | 2004    |
| Szeptember | 18  | Kurt Stern            | filmrendező, forgatókönyvíró               | 1989    |
| Szeptember | 26  | Radványi Géza         | rendező                                    | 1986    |
| Szeptember | 28  | Krémer Manci          | színésznő                                  | 1990    |
| Szeptember | 28  | Turay Ida             | színésznő                                  | 1997    |
| Szeptember | 29  | Gene Autry            | színész                                    | 1998    |
| Október    | 9   | Jacques Tati          | színész, filmrendező                       | 1982    |
| Október    | 13  | Dajka Margit          | színésznő                                  | 1986    |
| November   | 20  | Henri-Georges Clouzot | filmrendező, forgatókönyvíró, filmproducer | 1977    |
| November   | 21  | Charles Korvin        | színész                                    | 1998    |
| November   | 23  | Run Run Shaw          | producer                                   | 2014    |
| December   | 19  | Gottesmann Ernő       | filmproducer                               | 2004    |
| December   | 22  | Peggy Ashcroft        | színésznő                                  | 1991    |
| December   | 25  | Cab Calloway          | filmszínész                                | 1994    |
| December   | 29  | Cserépy László        | színész, filmrendező, forgatókönyvíró      | 1956    |